# イオン仙台中山店
イオン仙台中山店（イオンせんだいなかやまてん）は、宮城県仙台市泉区の宮城県道37号仙台北環状線沿いに位置するイオン仙台中山店を中核としたショッピングセンターである。高さ100メートルの仙台大観音が近接する。

## 概要
本館（北緯38度17分52.8秒 東経140度49分37.5秒 / 北緯38.298000度 東経140.827083度）、別館（北緯38度17分57.1秒 東経140度49分42.9秒 / 北緯38.299194度 東経140.828583度）、ライフ館（北緯38度17分54.8秒 東経140度49分28.9秒 / 北緯38.298556度 東経140.824694度）の3館で構成されている。当店の駐車場内に住宅展示場「ミヤギテレビ エコライフ住宅ガーデン イオン仙台中山 ちえこ」（北緯38度17分58.1秒 東経140度49分33.4秒 / 北緯38.299472度 東経140.825944度）がある。ライフ館の建物には当初、ケーヨーデイツー南中山店が入居していた が、Right-onイオン仙台中山店などが入居するファッション館 に転換された後、ライフ館 となった。ライフ館がある区画には、かつて中山ガーデンプールがあった。
また、核店舗の「ジャスコ仙台中山店」 は2011年（平成23年）3月1日にイオングループの総合スーパーをイオンに店名統一する ことに伴って「イオン仙台中山店」に改称した。
2012年（平成24年）に改装を行い、オリジン弁当を核とする弁当・総菜売り場の導入などを行った。
当店の駐車場は、仙台市のパークアンドバスライドの指定を受けている。また、大崎八幡宮のどんと祭が開催される毎年1月14日には300台分が参拝用に開放され、会場との間にシャトルバスが運行される。

## 沿革
- 1997年（平成9年）5月1日 - 開業[3]。
- 1998年（平成10年）3月 - 近接していたジャスコ川平店（北緯38度18分21.7秒 東経140度50分10.6秒 / 北緯38.306028度 東経140.836278度）が閉店[† 1]（参照）。
- 2002年（平成14年）3月13日 - 日本リテールファンド投資法人が102億円で取得[17][18]。
- 2005年（平成17年）
  - 2月13日 - ケーヨーデイツー南中山店が閉店[要出典]。退店日は3月31日[19]。
  - 9月 - ケーヨーデイツー南中山店の跡地にファッション館が開店。ハニーズ仙台中山店[20]、Right-onジャスコ仙台中山店[21]、ヴィレッジヴァンガードHILLTOPなどが入居。
- 2011年（平成23年）
  - 3月1日 - 「仙台中山ショッピングセンター」を「イオン仙台中山」に、「ジャスコ仙台中山店」を「イオン仙台中山店」に改称。
  - 3月11日 - 東北地方太平洋沖地震（東日本大震災）で被災し、店舗内での営業を休止[22]。ただし、店頭の駐車場にて食料等の販売を一部継続[22][23]。
  - 3月24日 - 本館1階およびファッション館の営業を再開[24]。
  - 3月30日 - 本館2階および別館1階の営業を再開[24]。
  - 4月26日 - 別館3階を除き、通常営業に復帰[17]。
  - 7月16日 - 全館で通常営業再開[17]。
  - 7月16日 - ゴールデンウィーク中に当店駐車場内にオープン予定だった住宅展示場「ミヤギテレビ エコライフ住宅ガーデン イオン仙台中山 ちえこ」が、震災の影響で2ヶ月以上遅れて同日オープン。
- 2012年（平成24年）
  - 2月12日 - ファッション館を閉鎖。
  - 4月27日 - 旧ファッション館を改装し、「ライフ館」としてリニューアルオープン。
  - 11月17日 - 本館1階をリニューアル。
- 2019年（令和元年）8月9日 - 日本リテールファンド投資法人が当施設を99億2,000万円で売却[4]。

## 営業中の専門店
店舗面積の大きなテナントは下記の通りである。その他のテナントについては公式サイトを参照。
- スポーツオーソリティ:3,600m2[2]

## 周辺施設
- 中山ファッションモール（しまむら）[25]
- スーパービバホーム仙台中山店
- 仙台大観音
- 仙台ヒルズホテル
- 仙台ヒルズゴルフ倶楽部（中山ゴルフ場）

## アクセス
- 仙台駅前14番バス停より、815系統山手町経由西中山行き、825系統北山トンネル経由西中山行きないしは910系統北仙台経由泉ビレジ四丁目行（785系統/X910系統/911系統実沢営業所行き、あるいは821系統根白石下町行きでも可）の各系統で南中山一丁目下車徒歩3分程度。
- 仙山線北山駅から北へ5分ほど、中山入口バス停から上記のバスへ乗車。
  - 1つ手前、中山九丁目の後で運賃が切替るので利用実態はこちらが多い。仙台駅前からだと50円安い。
- 地下鉄泉中央駅1番バス停より、30系統南吉成方面行またはX30系統南吉成団地経由実沢営業所行きで、北環状線・南中山一丁目下車徒歩5分程度。
- 南中山一丁目バス停は十字路交差点にあるので、仙台駅前始発と泉中央駅始発とでは降り場のポールが異なる。